# Simplégades

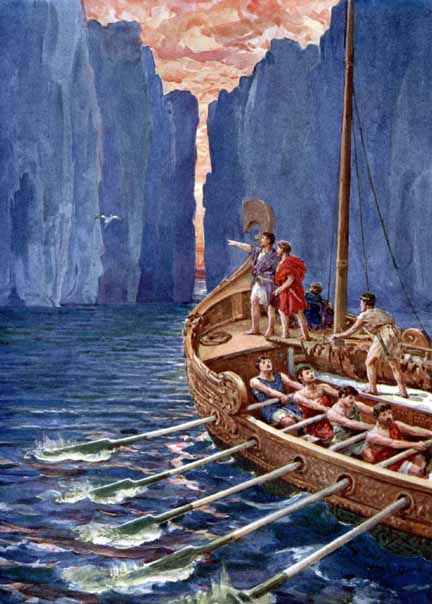
Ilustração de Jasão e os Argonautas atravessando os Simplégades. Howard Davie

Simplégades (lit. "colidentes"), na mitologia grega, eram um par de rochedos situado à entrada do mar Negro, além do ponto onde as sereias cantam que, por serem movediços, ou flutuantes, naufragavam todos os navios que por ali tentavam cruzar. O primeiro a atravessá-los foi Jasão e os Argonautas, auxiliados pela deusa Hera. Foram eles também os responsáveis por fixar os rochedos.